# Marion Thénault
Marion Thénault (* 9. April 2000 in Sherbrooke) ist eine kanadische Freestyle-Skierin. Sie startet in der Disziplin Aerials (Springen).

## Werdegang
Thénault wechselte im Jahr 2017 nach 14 Jahren als Turnerin zum Aerials. Dabei startete sie zu Beginn der Saison 2018/19 in Ruka erstmals im Europacup und errang dabei die Plätze acht und sechs. Im weiteren Saisonverlauf wurde sie kanadische Meisterin und errang den dritten Platz in der Aerials-Disziplinenwertung des Nor-Am-Cups. In der Saison 2019/20 gewann sie mit einem dritten Platz und vier ersten Plätzen die Aerials-Disziplinenwertung des Nor-Am-Cups. Zudem belegte sie den dritten Platz in der Gesamtwertung. Ihr Debüt im Freestyle-Skiing-Weltcup hatte sie zu im Februar 2020 im Deer Valley, welches sie auf dem 18. Platz beendete. Nach den Plätzen zwei und eins beim Europacup in Ruka zu Beginn der Saison 2020/21, kam sie im Weltcup sechsmal unter die ersten Zehn. Dabei erreichte sie in Moskau mit Platz drei ihre erste Podestplatzierung im Weltcup und in Almaty mit Rang eins ihren ersten Weltcupsieg. Beim Saisonhöhepunkt, den Weltmeisterschaften 2021 in Almaty, sprang sie im Einzel, sowie im Team jeweils auf den sechsten Platz. Die Saison beendete sie auf dem dritten Platz im Aerials-Weltcup.

## Erfolge

### Olympische Spiele
- Peking 2022: 3. Aerials (Mixed)

### Weltmeisterschaften
- Almaty 2021: 6. Aerials Einzel, 6. Aerials Team

### Weltcupsiege
Thénault erzielte im Weltcup bisher drei Podestplätze, davon ein Sieg:
| Datum         | Ort    | Land       |
| ------------- | ------ | ---------- |
| 13. März 2021 | Almaty | Kasachstan |

### Weltcupwertungen
| Saison  | Gesamt | Gesamt | Aerials | Aerials |
| Saison  | Platz  | Punkte | Platz   | Punkte  |
| ------- | ------ | ------ | ------- | ------- |
| 2019/20 | 69.    | 1,86   | 33.     | 13      |
| 2020/21 | -      | -      | 3.      | 312     |

### Nor-Am-Cup
- Saison 2017/18: 3. Aerials-Disziplinenwertung
- sechs Podestplätze, davon ein Sieg

### Europacup
- zwei Podestplätze, davon ein Sieg